# تنس الطاولة في دورة الألعاب العربية 1997
دورة الألعاب العربية الثامنة حدثت وقائعها في العاصمة اللبنانية بيروت سنة 1997 وذلك للفترة من 12 يوليو ولغاية 27 يوليو. 

## النتائج الكاملة

### رجال
| Event       | ذهبية                         | فضية                         | برونزية                                 |
| ----------- | ----------------------------- | ---------------------------- | --------------------------------------- |
| فردي الرجال | أشرف صبحي (مصر)               | أشرف حلمي (مصر)              | نبيل المقهوي (السعودية)                 |
| فردي الرجال | أشرف صبحي (مصر)               | أشرف حلمي (مصر)              | حمد حمادة (قطر)                         |
| زوجي الرجال | (مصر) - أشرف حلمي - أشرف صبحي | (قطر) - حمد حمادة - عارف حرب | (الاردن) - عبد العزيز رضا - اياد مكناوي |
| زوجي الرجال | (مصر) - أشرف حلمي - أشرف صبحي | (قطر) - حمد حمادة - عارف حرب | (المغرب) عبد الهادي لكوالي يونس البيض   |
| فِرق الرجال  | (مصر)                         | (المغرب)                     | (السعودية)                              |
| فِرق الرجال  | (مصر)                         | (المغرب)                     | (الاردن)                                |

### سيدات
| Event        | ذهبية                                           | فضية                                            | برونزية                                              |
| ------------ | ----------------------------------------------- | ----------------------------------------------- | ---------------------------------------------------- |
| فردي السيدات | بسنت عثمان (مصر)                                | شيرين الالفي (مصر)                              | لاريسا شعيب (لبنان)                                  |
| فردي السيدات | بسنت عثمان (مصر)                                | شيرين الالفي (مصر)                              | نصيرة بوعزيز (الجزائر)                               |
| زوجي السيدات | (مصر) - بسنت عثمان - شيماء عبد العزيز           | ( تونس ) - عفاف نوار - ناديا الوصيف             | (لبنان) - لاريسا شعيب - ولارا كوجابستيان             |
| زوجي السيدات | (مصر) - بسنت عثمان - شيماء عبد العزيز           | ( تونس ) - عفاف نوار - ناديا الوصيف             | (سوريا) - فكرت اصلان - هادية أبو شام                 |
| فِرق السيدات  | (مصر) - شيرين الالفي - بسنت عثمان - جيهان السيد | (سوريا) - هادية ابو شام - فكرة اصلان - سهي انوس | ( تونس )                                             |
| فِرق السيدات  | (مصر) - شيرين الالفي - بسنت عثمان - جيهان السيد | (سوريا) - هادية ابو شام - فكرة اصلان - سهي انوس | (الجزائر) - نصيرة بوعزيز - خديجة متمار - ليليا حسيان |